# Christina Schweinberger
Christina Schweinberger (Jenbach, 29 ottobre 1996) è una ciclista su strada austriaca che corre per il team Fenix-Deceuninck.
Attiva dal 2018 in formazioni UCI, è sorella gemella della ciclista Kathrin Schweinberger.

## Palmarès
- 2022 (Plantur-Pura, tre vittorie)

3ª tappa, 1ª semitappa Gracia-Orlová (Havířov, cronometro)
Campionati austriaci, Prova a cronometro Elite
Campionati austriaci, Prova in linea Elite

## Piazzamenti

### Grandi Giri
- Tour de France

2022: 80ª
2023: 39ª
2024: non partita (4ª tappa)

### Competizioni mondiali
- Campionati del mondo

Fiandre 2021 - Staffetta mista: 12ª
Fiandre 2021 - In linea Elite: 104ª
Wollongong 2022 - Cronometro Elite: non partita
Wollongong 2022 - Staffetta mista: 11ª
Wollongong 2022 - In linea Elite: non partita
Glasgow 2023 - Staffetta mista: 9ª
Glasgow 2023 - Cronometro Elite: 3ª
Glasgow 2023 - In linea Elite: 5ª
Zurigo 2024 - Staffetta mista: 10ª
Zurigo 2024 - Cronometro Elite: 6ª
Zurigo 2024 - In linea Elite: ritirata
- Giochi olimpici

Parigi 2024 - Cronometro: 10ª
Parigi 2024 - In linea: 28ª

### Competizioni europee
- Campionati europei

Nyon 2014 - In linea Junior: 40ª
Brno 2018 - In linea Under-23: ritirata
Alkmaar 2019 - In linea Elite: 68ª
Trento 2021 - Staffetta mista: 5ª
Trento 2021 - In linea Elite: ritirata
Monaco di Baviera 2022 - Cronometro Elite: 8ª
Monaco di Baviera 2022 - In linea Elite: 10ª
Drenthe 2023 - Cronometro Elite: 3ª
Drenthe 2023 - In linea Elite: 50ª
Limburgo 2024 - Cronometro Elite: 3ª
Limburgo 2024 - In linea Elite: 69ª